# Covington (Virginia)
Covington város az USA Virginia államában. Lakosainak száma 5737 fő (2020. április 1.).

## Népesség
A település népességének változása:
| Lakosok száma | 5961 | 5857 | 5818 | 5818 | 5658 | 5737 |
|               | 2010 | 2011 | 2012 | 2013 | 2015 | 2020 |